# 八幡残渣プール

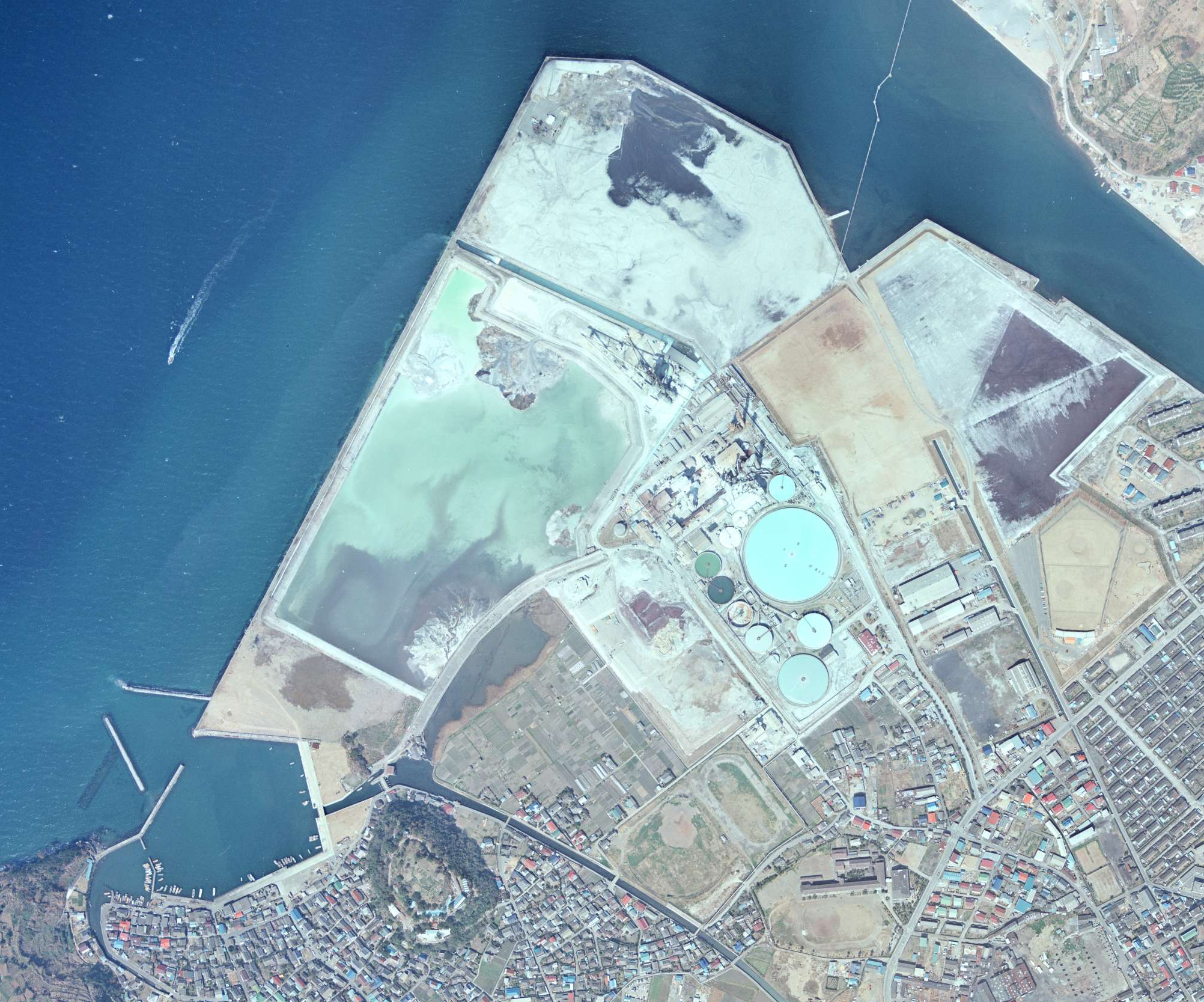
八幡残渣プール（1975年）
国土地理院地図・空中写真閲覧サービスを元に作成。

八幡残渣プール（はちまんざんさプール）は、熊本県の最南部に位置する水俣市の水俣川河口左岸付近に位置する産業廃棄物最終処分場である。西は不知火海に面して天草の島々を望み、北は水俣川に接している。重く長い公害の歴史の中で、水銀含有排水の処理場の歴史を経て、現在は廃棄物最終処分場、廃棄物焼却施設及び水俣エコタウンとなっている。

## 地理
熊本県の最南部、熊本市から南西に約70 kmの場所に位置する。南はチッソの事業子会社であるJNC株式会社水俣事業所に接し、西は不知火海（八代海）に接している。北は水俣川に接し、東は水俣エコタウン等に接している。

## 歴史
- 1944年（昭和19年）、水俣川の河川工事にともなう「八幡残渣プール」付近の埋立地をチッソが熊本県から購入した。
- 1947年（昭和22年）頃から海面に石堤を築き、カーバイド残渣を埋立てた。
- 1954年（昭和29年）、新日本窒素肥料（現チッソ）は残渣埋立地増設のため八幡地先と明神地先を入手した。
- 1955年（昭和30年）11月5日の『水俣工場新開』は「水俣川尻に大埋立地！護岸工事近く完成」という見出しで「1日200トンのカーバイト残渣が、工場から排出される。空地を見付けては残渣のプールとして、それに流し込んでいたが、空地もなくなり、海を埋め立てることになった。近く護岸工事が完成すると（中略）36万立方米の残渣を捨てることが出来る」と発表。
- 1958年（昭和33年）
  - 9月25日、新日本窒素肥料はアセトアルデヒド工場排水の排出先（経路）を水俣湾内の百間港から八幡プールを経ての水俣川河口附近へ変更した[1][2]:1。このため水俣病患者は、水俣湾周辺に留まらず、水俣川河口付近および隣接する津奈木町や海流の下流部にあたる鹿児島県出水市と不知火海沿岸全体に拡大していった[3][4]。
  - 同社は、護岸の嵩上げを行い、カーバイドの残渣だけでなく水銀を含んだ酢酸廃水や硫酸廃水、燐酸廃水なども流し込んだ。
- 1959年（昭和34年）
  - 3月から水俣川河口付近又はそれより北側の地域に患者の発生が相次ぐ[2]:1。
  - 10月、通産省は新日本窒素肥料に対し水俣川河口への排水経路の即時廃止及び排水浄化装置の年内完成を指示[2]:1。
- 1961年（昭和36年）3月、新日本窒素肥料が廃棄物埋立処分の許可を得る[5]。
- 2011年（平成23年）3月30日、熊本県知事がJNC株式会社水俣製造所最終処分場の許可証を再交付[6]:21。
- 2016年（平成28年）
  - 3月29日、JNC株式会社水俣製造所の最終処分場の許可の有効期限[6]:21。
  - 4月14日、熊本地震が発生。八幡残渣プールの外周道路が崩れる恐れが強まり、水俣市が警戒を強めた[7]。